# Ouragan Iota
L’ouragan Iota est le 31e système tropical, le 30e nommé, le 13e ouragan et le 7e ouragan majeur de la saison 2020 dans l'Atlantique nord. La formation de ce système permit à la saison 2020 d'égaler le record du plus grand nombre de cyclones tropicaux générés en une saison (31) de la saison 2005 et de rehausser son propre record de tempêtes nommées en une saison à 30. Initialement, son intensité maximale fut estimé à la catégorie 5 ce qui en aurait fait celui de cette catégorie formé le plus tard lors une saison dans ce bassin et le deuxième ouragan de novembre le plus violent jamais enregistré, derrière seulement l'ouragan de Cuba de 1932. Le 18 mai 2021, lors de l'émission du rapport post-saison à propos d’Iota, l'ouragan fut cependant rétrogradé à la catégorie 4 après un réajustement des estimations des vents au sol par rapport aux vents en altitude. Son record d'intensité tardive lui fut donc retiré, et la saison 2020 est donc devenue la première saison sans ouragan de catégorie 5 depuis 2015.
Provenant d'une onde tropicale sur les Petites Antilles, Iota est devenu une dépression, puis une tempête tropicale le 13 novembre, au milieu de la mer des Caraïbes. Après un début lent, le système est passé à ouragan de catégorie 1 tôt le 15 et a grimpé les échelons jusqu'à la catégorie 4 supérieure en moins de 36 heures. À 3 h 45 le 17, Iota a touché la côte à environ 45 km au sud de Puerto Cabezas au Nicaragua, à la catégorie 4 supérieure, après avoir passé auparavant sur l'archipel de San Andrés, Providencia et Santa Catalina. En entrant dans les terres, le cyclone a rapidement perdu son intensité mais a déversé plusieurs centaines de millimètres de pluie, produit une onde de tempête de plus de 6 mètres le long de la côte du Honduras et du Nicaragua, causé des inondations et des glissements de terrain. Le tout se produisant seulement deux semaines après le passage de l'ouragan Eta dans la même région. Le 18 novembre, Iota est finalement devenu une dépression résiduelle après être entrée au Salvador depuis le Honduras.
Le précurseur d’Iota a causé d'importants dégâts dans les Petites Antilles et au Venezuela. Une fois devenu une dépression tropicale, puis un ouragan, il a causé des inondations en Colombie et des dommages extrêmes en Amérique centrale. Au 18 novembre, il avait fait au moins 43 décès et presque autant de disparus.
Le nom Iota fut retiré des listes futures de noms par l'Organisation météorologique mondiale à cause de ses effets. En fait, l'utilisation de noms provenant de l'alphabet grec fut complètement abandonné.

## Évolution météorologique

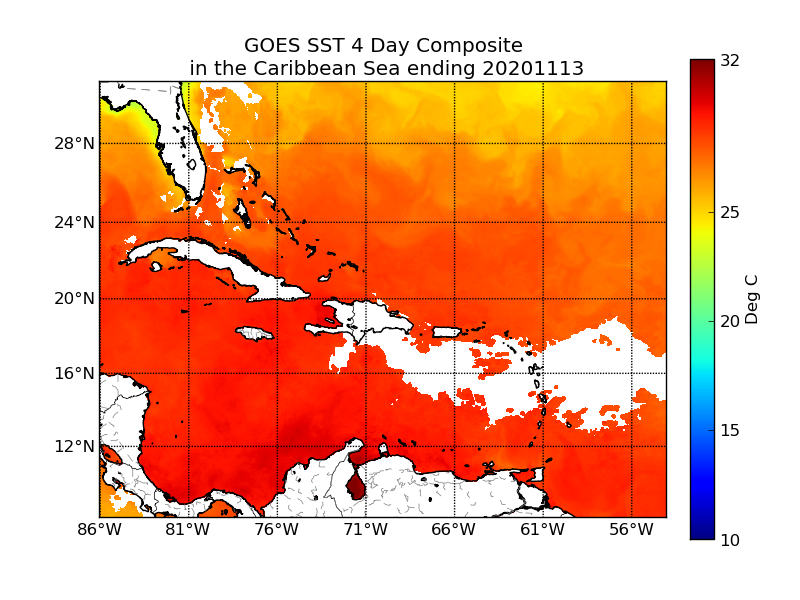
Température de la mer des Caraïbes encore de 28 à au 13 novembre.

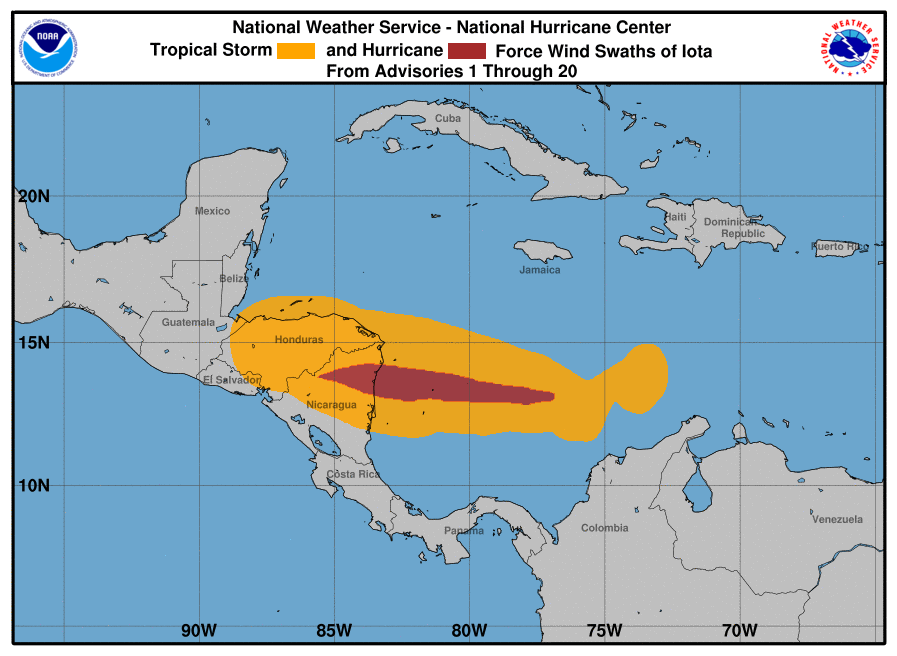
Corridor de vents de tempête (orange) et d'ouragan (rouge) avec Iota.

Le NHC a commencé à suivre un développement tropical sur les modèles de prévision numérique du temps dans la mer des Caraïbes dès le 8 novembre. Le 10, une onde tropicale est apparue sur les Petites Antilles et sa probabilité de former ce nouveau cyclone a augmenté rapidement en entrant sur les eaux chaudes de la mer. Le 12 novembre au matin, l'onde était au milieu de la mer des Caraïbes et la probabilité était rendue à plus de 80 %.
À 15 h UTC, le 13 novembre, la convection autour d'une zone de basse pression associée à l'onde tropicale s'organisa suffisamment pour que le NHC la classe dépression tropicale Trente-et-un à 500 km au sud-sud-est de la Jamaïque. Six heures plus tard, la dépression s'intensifia en tempête tropicale, que le NHC nomma Iota, la trentième tempête nommée de la saison, marquant également la première utilisation du nom.
Le 14 novembre, Iota a pris de l'intensité en passant sur des eaux plus chaudes dans un faible cisaillement des vents près de la côte de la Colombie et une veille cyclonique a été émise pour les côtes du Nicaragua, du Honduras et de l'île de la Providence (Colombie) vers lesquelles le système se dirigeait. Les veilles devinrent des alertes un peu plus tard.

Iota touchant la côte du Nicaragua et faiblissant sur terre.

À 6 h UTC le 15 novembre, Iota a atteint le statut d'ouragan de catégorie 1 lors d'une intensification rapide à 445 km à l'est de l'île de la Providence. À minuit UTC le 16 (19 h locales le 15), Iota s'intensifia en ouragan de catégorie 2 à 175 km à l'est de la même île. Six heures plus tard, un avion de reconnaissance montrait qu’Iota était passé à la catégorie 3 à 70 km de cette dernière et que son développement était toujours en cours. Les vents de force ouragan s'étendaient jusqu'à 55 km de son centre et ceux de force de tempête tropicale jusqu'à 240 km.
À peine 40 minutes plus tard, le même avion rapporta une baisse de pression importante et une augmentation de la vitesse des vents, classant Iota à la catégorie 4 de l'échelle de Saffir-Simpson. Il s'agit d'un creusement explosif de 150 km/h des vents et 54 hPa de la pression en moins de 24 heures. À 15 h UTC, l'ouragan atteignit la catégorie 5, alors qu'il était situé à 65 km à l'ouest de l'île de la Providence selon l'analyse initiale. Cependant, le rapport final ramena son intensité à la catégorie 4 supérieure avec des vents soutenus de 250 km/h.
À 0 h UTC le 17, le mur de l'œil a touché la côte du nord-est du Nicaragua. À 3 h 45, le NHC a annoncé que le centre de l'ouragan avait touché la côte près de la ville de Haulover, à environ 45 km au sud de Puerto Cabezas au Nicaragua, à la catégorie 4 avec des vents soutenus de 250 km/h. Se déplaçant sur un relief montagneux, Iota a perdu rapidement de son intensité et n'était plus que de catégorie 1 à 12 h UTC à 145 km à l'ouest de son point d'entrée. À 18 h UTC, le système est retombé au niveau de tempête tropicale à 160 km à l'est de Tegucigalpa, Honduras. Par la suite, Eta est entrée au Honduras où elle a continué de faiblir.
La nuit du 17 au 18, elle est devenue une dépression tropicale sur le Salvador puis une dépression résiduelle au matin,. Cette dernière se déplaçait vers le Pacifique où elle devait se dissiper.

## Préparatifs
Sur la côte caribéenne du nord-est du Nicaragua, les habitants se sont efforcés de renforcer les toits de leurs frêles maisons de bois avant l'arrivée de l'ouragan. Les autorités ont ordonné aux habitants de quitter les lieux, mais beaucoup refusèrent de se rendre dans les refuges déjà saturés par crainte de la COVID-19.
Au Honduras, policiers et militaires ont évacué au moyen de canots et d’hélicoptères des dizaines de milliers d’habitants de la vallée de Sula, aux abords de San Pedro Sula, deuxième ville du pays. Il y a avait encore 40 000 personnes dans des centres d’hébergement à travers le pays à la suite de d’Eta. Le gouvernement a réduit de niveau d'eau derrière le principal barrage hydro-électrique en prévision des pluies d’Iota. Environ 80 000 personnes ont été évacuées des zones inondables. On estime que 100 000 personnes sont restées isolées à travers le Honduras à la suite de l'ouragan Eta lorsqu'Iota a touché terre.
Au Guatemala, l’agence de gestion des catastrophes a recommandé d'évacuer le nord et le nord-ouest du pays car les précipitations supplémentaire de ce novel ouragan risquait de causer de nouvelles crues, inondations et glissements de terrain.
Au Nicaragua, à cause de l'ouragan Eta deux semaines auparavant, de nombreuses régions étaient toujours inondées. Les villes autour de Puerto Cabezas en particulier ont été dévastées et des débris étaient éparpillés dans la région. La Fédération internationale des Sociétés de la Croix-Rouge et du Croissant-Rouge a souligné le risque d'inondations et de glissements de terrain généralisés, les sols étant complètement saturés. Le gouvernement du Nicaragua a ouvert 600 abris et 63 000 personnes ont été évacuées dans tout le pays. Certains résidents craignaient la famine tout en résidant dans des abris car Eta avait détruit en grande partie les récoltes de la région.
Au Salvador, le gouvernement a ouvert 1 000 abris pouvant accueillir 30 000 personnes. Le 17 novembre, 700 personnes avaient quitté leur domicile.

## Impact

### Bilan humain et matériel
| État             | Décès | Disparus | Dommages (millions $US)    | Réf.   |
| ---------------- | ----- | -------- | -------------------------- | ------ |
| Petites Antilles | 0     | 0        | N/D                        |        |
| Colombie         | 7     | 9        | >100                       | [ 2 ]  |
| Guatemala        | 6     | -        | N/D                        | [ 22 ] |
| Honduras         | 16    | 1        | N/D                        | ,      |
| Nicaragua        | 28    | 29       | 352,5                      | ,      |
| Panama           | 3     | -        | N/D                        | [ 22 ] |
| Salvador         | 1     | -        | N/D                        | [ 22 ] |
| Total            | 61    | 39       | 1,4 milliard de dollars US | [ 2 ]  |

Au 21 novembre, au moins 61 personnes étaient mortes, soit 28 victimes au Nicaragua, 16 au Honduras, six au Guatemala, trois au Panama, 7 en Colombie (2 dans les îles et 5 sur le continent) et une au Salvador,,,.
En Colombie, 3 personnes ont péri, 20 ont été blessées et on a rapporté 8 disparus à Dabeiba,,. Un glissement de terrain à El Carmen de Atrato a tué une personne lorsque sa maison a été enterrée. À Providencia, 2 personnes ont été tuées, et au moins six ont été blessées, tandis qu'une autre était toujours portée disparue en date du 17 novembre.
Au Nicaragua, en plus des morts les autorités rapportent 29 disparus. Deux enfants ont été emportés par une rivière à Santa Teresa (Carazo), tandis que trois autres membres de leur famille ont disparu et un sixième membre de la famille fut sauvé. Un glissement de terrain a tué deux personnes à Wiwilí de Jinotega et une autre personne est décédée à Quilalí. Le 17 novembre, au moins 30 personnes ont été enterrées dans un glissement de terrain à Macizo de Penas Blancas, département de Jinotega, et un garçon a été retrouvé enterré. Le lendemain, quatre autres corps ont été retrouvés, dont l'un d'un bébé. Trois autres décès furent signalés le 19 novembre après un glissement de terrain survenu sur la colline d'El Puyú, dans la municipalité de Mulukukú, sur la côte nord des Caraïbes. Le 21 novembre, le total de morts au Nicaragua fut rehaussé à au moins 28. Le 23 novembre, un camion de passagers a plongé hors d'une route dans une région montagneuse qui avait été dévastée par Iota, l'accident a causé la mort de 17 personnes et 25 blessés mais ils ne sont qu'indirectement reliés. Une estimation préliminaire des dommages donne 12,3 milliards de córdobas (352,5 millions $US).
Au Panama, des responsables ont déclaré qu'une personne avait été tuée à Nole Duima dans la comarque de Ngöbe-Buglé. Une autre personne était portée disparue à Soloy dans la région. La seconde perte de vie a été rapportée plus tard
Au Honduras, au moins 16 personnes sont décédées et une autre est portée disparue à la suite d’Iota. Les glissements de terrain ont été la principale cause de décès, l'un à San Manuel Colohete a tué huit personnes et un autre à Los Trapiches a fait 5 victimes.
En décembre 2020, la société de réassurance Aon, estimait les dommages causés par Iota à au moins 1,4 milliard de dollars US.

### Antilles
En traversant l’arc antillais, le précurseur d’Iota a donné des pluies torrentielles, atteignant les 200 mm notamment à Antigua-et-Barbuda, en Guadeloupe et en Martinique. Les intempéries ont provoqué des inondations, des glissements de terrain, emporté des routes et mené à des coupures d’électricité. Néanmoins, aucune victime n’est à déclarer,,,,.

### Amérique du Sud

#### Colombie

##### Continentale
De fortes pluies associées à une onde tropicale et à Iota ont causé d'importants dégâts en Colombie. Selon les rapports de la sécurité civile, 25 de 32 départements ont été touchés par les intempéries. Les pires dégâts ont eu lieu dans le secteur Mohán de Dabeiba où les glissements de terrain ont détruit 67 maisons et endommagé 104 autres ainsi que 3 écoles. Au total, 497 personnes ont été touchées dans la communauté. Huit personnes ont été sauvées des décombres. Environ 100 véhicules ont été piégés par des chutes de pierres le long d'une route entre Dabeiba et Urabá.
Les inondations ont touché dix municipalités du département du Chocó et la ville de Lloró fut isolé après l'effondrement du seul pont vers la communauté. Une fourgonnette avec deux occupants a disparu lorsqu'un glissement de terrain a entraîné le véhicule dans la rivière Atrato. À travers le Chocó, environ 28 000 personnes ont été touchées.
Des urgences ont été déclarées pour 29 communes du département de Santander où plusieurs rivières ont débordé de leurs rives. Plusieurs familles ont été évacuées de Cimitarra en raison de la montée des eaux le long de la rivière Carare. L'effondrement d'un pont le long de la rivière Chicamocha a isolé environ 1 000 personnes à Carcasí et Enciso. Plus de 1 000 maisons ont été endommagées dans le département de l'Atlántico : 693 à Malambo, 200 à Candelaria et 150 à Carreto.
On estime que 70 % de Carthagène fut inondé en raison des effets directs d’Iota, touchant environ 155 000 personnes,. De nombreuses maisons ont été endommagées ou détruites par les inondations et les glissements de terrain. Les fonctionnaires de la ville ont converti le Coliseo de Combate en un abri capable d'accueillir 200 personnes.

##### Archipel au large du Nicaragua
Du 15 au 16 novembre, Iota passa près de l'archipel de San Andrés, Providencia et Santa Catalina, au large du Nicaragua, à la catégorie 4 supérieure. L'œil de l'ouragan a manqué Providencia par seulement 18 km, causant des dommages sans précédent selon le président colombien Iván Duque Márquez.
La communication a été temporairement perdue avec Providencia le 16 novembre. La situation sur l'île était difficile à déterminer le 17 novembre, bien que l'hôpital de l'île ait été supposé détruit ou rendu inopérant. On estimait que 98 à 99 % des structures sur l'île ont été endommagées ou détruites,,. Chaque maison sur l'île a subi des dommages, 80 pour cent étant détruites. Deux abris ont perdu leur toit avant que la communication ne soit perdue. Bien que les débris aient couvert les pistes à l'aéroport d'El Embrujo, empêchant initialement les avions d'arriver ou de partir, le 17 novembre, il était suffisamment opérationnel pour permettre au président Duque de visiter et d'évaluer les dommages.
Sur San Andrés, des pluies torrentielles et de fortes houles ont provoqué des inondations importantes. L'onde de tempête a atteint 3 mètres, les vents puissants ont déraciné de nombreux arbres, dont certains sont tombés sur des maisons, et plusieurs maisons ont perdu leur toit. Les communications avec San Andrés ont été temporairement perdues pendant la tempête et environ 60 % de l'île ont perdu le courant électrique. L'inondation a atteint jusqu'à 150 mm à l'aéroport international Gustavo Rojas Pinilla, empêchant l'utilisation des pistes.

#### Venezuela
Au Venezuela, le précurseur d’Iota a aussi produit de fortes pluies sur l'État de Falcón, principalement dans la péninsule de Paraguaná. Dans la municipalité de Silva, les inondations ont touché 288 maisons. Des dégâts aux habitations ont été signalés à El Cayude et El Tranquero. La communauté de Santa Ana a perdu le service électrique. Les responsables de la protection civile ont informé les habitants de possibles inondations le long du réservoir Matícora à Mauroa, de la rivière Barrancas et de la rivière Quebrada de Uca. Des inondations se sont produites dans l'État de Miranda

### Amérique centrale

#### Guatemala
Iota a donné de la pluie abondante, des vents violents et des glissements de terrain qui ont détruit une partie de l'infrastructure routière et coupé les municipalités et les communautés. Plusieurs ponts, dont un dans le département d'Izabal et un autre à Chiquimula, ainsi que des nombreuses routes furent emportés par les flots des rivières en crue. Selon des témoins, il y a des endroits à Río Dulce où l'eau atteignait trois mètres. Les départements de Petén, Izabal, Alta et Baja Verapaz, Huehuetenango, Quiché, El Progreso, Chimaltenango, Jalapa, Jutiapa Zacapa et Chiquimula étaient les plus à risque en raison de la saturation des sols.
Le rapport officiel préliminaire du 18 novembre dénombrait 101 009 personnes touchés, 4 442 évacués, 2 682 abris, 157 maisons à risque et 63 maisons endommagées.

#### Honduras

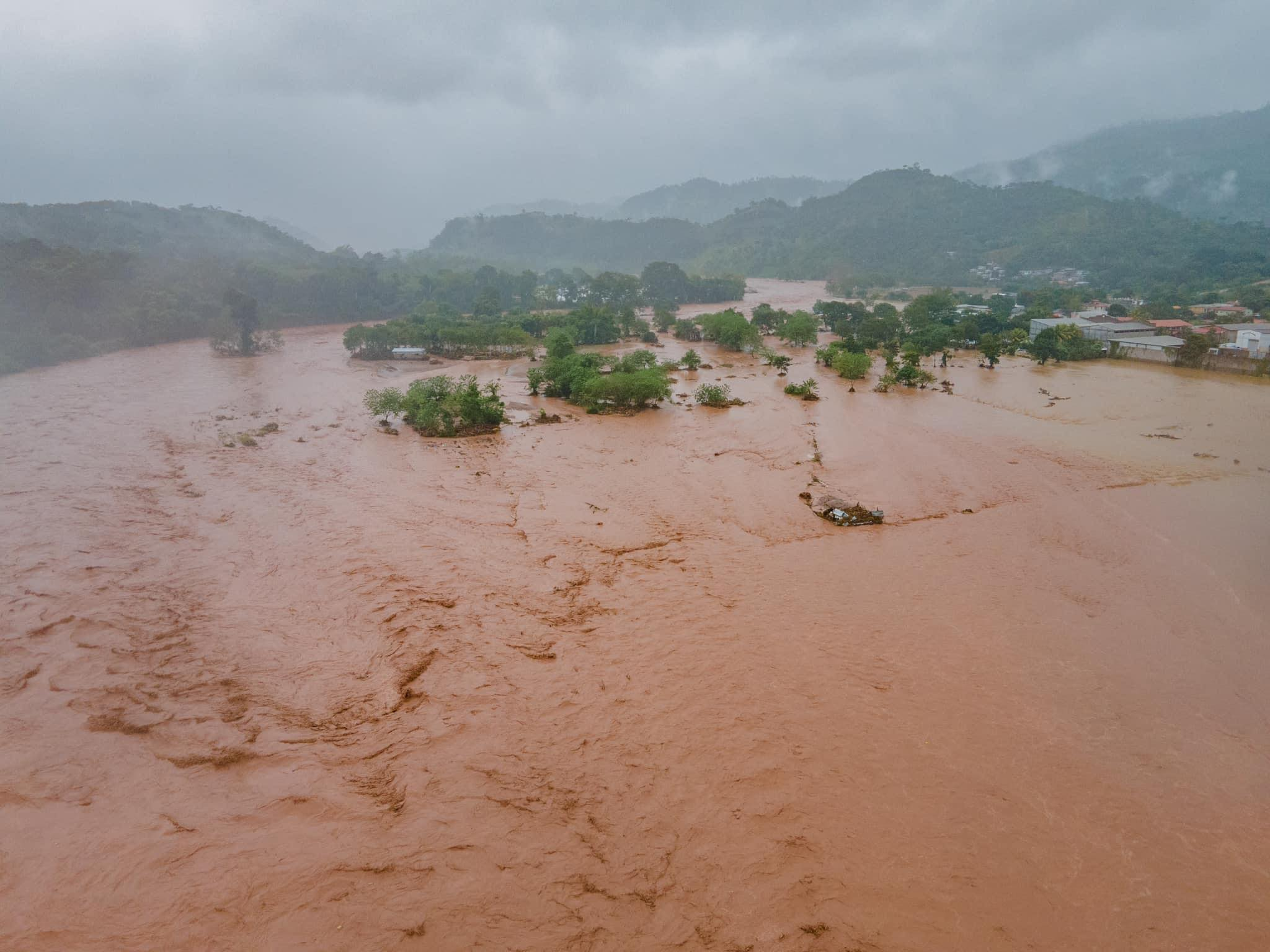
Inondation de la rivière Copán dans le nord-ouest.

De fortes inondations ont été observées dans le nord du Honduras, où 10,13 pouces (257 mm) de pluie sont tombés en 24 heures à l'aéroport de La Ceiba avant que les communications ne soient perdues. Des inondations furent signalées en particulier près de Trujillo et à l'aéroport de San Pedro. Il y a relativement peu de rapports d'inondations causant des dommages dans le sud du Honduras qui abrite la capitale Tegucigalpa. Cette dernière n'a reçu que 1,84 pouces (47 mm) de pluie au cours des 36 heures se terminant à le matin du 18. Au matin du 18 novembre, l'agence de secours a signalé que 366 123 personnes avaient été directement touchées par l'ouragan.
Au 20, la protection civile (COPECO) a rehaussé ce chiffre à plus d'un demi-million de personnes et a porté la population dans les abris à près de 75 000 personnes. De nombreuses zones du département de Cortés dans le nord-ouest ont subi de nouvelles inondations, provoquant de nouvelles évacuations et opérations de recherche et de sauvetage, s'ajoutant au nombre déjà élevé de personnes nécessitant une aide humanitaire de la part d'organisations humanitaires répondant déjà aux divers effets d’Eta. Les communautés des départements du nord-est de Colón et Gracias a Dios ont également subi des dommages à des degrés divers. Iota passant plus au sud qu’Eta, les départements du sud-ouest, comme Francisco Morazán, furent plus affectés qu'avec l'ouragan précédent.

#### Nicaragua
Iota a touché terre au Nicaragua en tant qu'ouragan de catégorie 4, presque à la catégorie 5, près de la ville de Haulover à seulement 25 km au sud de l'ouragan Eta 13 jours auparavant. Pendant qu'il se déplaçait à terre, l’aéroport de Puerto Cabezas au nord du point de contact a signalé des vents soutenus de 135 km/h avec des rafales à 180 km/h à 2 h 53 UTC le 17 novembre. Alors que la tempête continuait à l'intérieur des terres, une radio amateur du Club de Radio-Experimentadores de Nicaragua (CREN) a signalé des vents de 200 km/h et des toits endommagés dans la ville de Wilbi, bien que l'on ne sache pas s'il s'agissait de vents soutenus ou de rafales de vent.
Dans le nord du Nicaragua, des arbres, fils électriques et toits ont été arrachés, selon l’organisme national de prévention des catastrophes. Le risque de glissements de terrain était particulièrement grand dans les départements de Jinotega et Nueva Segovia. Les pluies torrentielles tombèrent sur une zone déjà gorgée d’eau et sur des populations déjà sinistrées par l'ouragan Eta. Les rapports étaient extrêmement limités en raison des dommages subis dans la région avec ce dernier et en raison du fait que la plupart des communications avec Puerto Cabezas ont été interrompues pendant la tempête.
À Puerto Cabezas, le toit d'un hôpital de fortune qui servait de remplacement à un hôpital plus ancien fut arraché, nécessitant une évacuation des patients. Un total de 160 233 foyers ont perdu l'électricité et 47 638 familles ont perdu le service d'eau potable. L'Instituto Nicaragüense de Telecomunicaciones y Correos a signalé une perte de service téléphonique dans 35 communautés. À Wiwilí, des craintes ont surgi quant à la sécurité des habitants qui ont évacué dans les montagnes pour échapper aux inondations alors que de nombreux glissements de terrain se sont produits dans la région.
Des sources officielles indiquèrent que 40 000 personnes à travers le pays avait besoin de nourriture et que 4 000 maisons furent détruites alors que plus de 50 700 personnes étaient dans 1 195 refuges avaient besoin de nourriture ainsi que de soins médicaux et psychosociaux.

#### Salvador
Le Salvador a été largement épargné par Iota, des glissements de terrain mineurs ont provoqué des évacuations préventives et des interventions par la sécurité civile locale. Bien que le pays ne fut pas confronté aux impacts désastreux que subirent le Honduras ou le Guatemala, il fut néanmoins aux prises avec des abris surpeuplés résultant des effets successifs des tempêtes tropicales Amanda et Cristobal à la fin mai, d'un glissement de terrain à Nejapa, de l'ouragan Eta et en plus d’Iota.

### Mexique
Le sud-est du Mexique a également subi les pluies d’Iota, la protection civile fit état d'un bilan cumulatif pour les ouragans Eta et Iota de près de 297 000 personnes touchées dans le Chiapas, Tabasco et Veracruz. Les dommages matériels comprenaient près de 59 000 maisons touchées et des routes coupées isolant 135 communautés, surtout par Eta.

## Aide
Le 17 novembre, une mer agitée a empêché la marine colombienne d'atteindre l'île de Providencia. Deux hôpitaux de campagne et 4 000 tentes devaient être installés sur l'île. L'accent a été mis sur l'évacuation des blessés graves vers le continent avant de créer les hôpitaux de campagne. L'armée colombienne a déployé des ingénieurs et 15 tonnes de nourriture. Le président Duque a déclaré qu'un plan pour la reconstruction complète de l'infrastructure de Providencia devait être élaboré dans les 100 jours et que tous les logements détruits seraient reconstruits d'ici 2022. L'opposition à Duque lui a reproché de ne pas avoir évacué Providencia avant la tempête.
Au Nicaragua, la compagnie d'électricité Enatrel a dépêché plus de 100 équipages sur la côte caraïbéenne pour restaurer l'électricité. Le 17 novembre, près de la moitié des pannes étaient rétablies. L'organisation non gouvernementale Operation USA a commencé les préparatifs des efforts de secours le même jour.
Une sollicitation d’aide à la reconstruction des infrastructures endommagées par l’ouragan Iota a été effectué par les différents chefs d’états des pays d’Amérique centrale auprès des services financiers internationaux. Ces derniers se plaignent des pays développés qui sont la cause du réchauffement climatique.

## Statistiques
- Premier cyclone tropical à utiliser la lettre de l'alphabet grec « Iota » dans l'histoire du bassin Atlantique ;
- 30e cyclone tropical nommé de la saison, augmentant le record pour la saison 2020 ;
- En atteignant le statut d'ouragan majeur à 6 h UTC le 16 novembre, la saison 2020 est devenue la première de l'histoire à enregistrer deux ouragans de catégorie 3 et plus en novembre ;

Distinctions perdues par la rétrogradation à la catégorie 4 supérieure
- Premier cyclone tropical nommé par l'alphabet grec à avoir atteint la catégorie 5 dans l'histoire du bassin Atlantique ;
- En atteignant l'intensité de la catégorie 5, Iota était devenu le second de cet intensité dans l'Atlantique en novembre, après l'ouragan de Cuba de 1932, et le plus tardivement, dépassant ce dernier de 10 jours ;
- Iota était le seul ouragan de catégorie 5 de la saison 2020 des ouragans de l'Atlantique.

## Retrait du nom
En raison des effets désastreux d’Eta, il fut décidé lors de la réunion printanière de 2021 de l'OMM de retirer ce nom qui ne sera plus jamais utilisé pour un autre ouragan de l'Atlantique. En fait, à sa réunion du printemps 2021, il fut décidé de ne plus utiliser des noms provenant de l'alphabet grec, utilisation qui a créé certains problèmes antérieurement. En remplacement, il a été convenu de créer une liste complémentaire de noms par ordre alphabétique pour toutes les lettres de l'alphabet (à l'exclusion des lettres Q, U, X, Y et Z peu usités) pour le cas où la liste régulière d'une année serait dépassée.